# The Kylie Tapes 94-98
The Kylie Tapes 94-98 je VHS izdanje australske pjevačice Kylie Minogue. Objavljeno je u izdanju diskografske kuće Mushroom Records 1998. godine samo u Australiji. Na njemu su Minogueini spotovi od 1994. do 1998. godine.

## Popis pjesama
1. "Breathe" (Video)
2. "Did It Again" (Video)
3. "Some Kind of Bliss" (Video)
4. "Confide in Me" (Video)
5. "Where Is the Feeling?" (Video)
6. "Put Yourself in My Place" (Video)

## Formati
| Format | Država     | Kat. br. | Izdavač             |
| ------ | ---------- | -------- | ------------------- |
| OZ VHS | Australija | 101623   | Warner Music Vision |